# Simnas
Simnas (in lingua russa: Симно) è una città situata nel comune distrettuale di Alytus, nella Lituania meridionale, a 23 km a ovest dall'omonimo capoluogo.